# Миза Лустівере

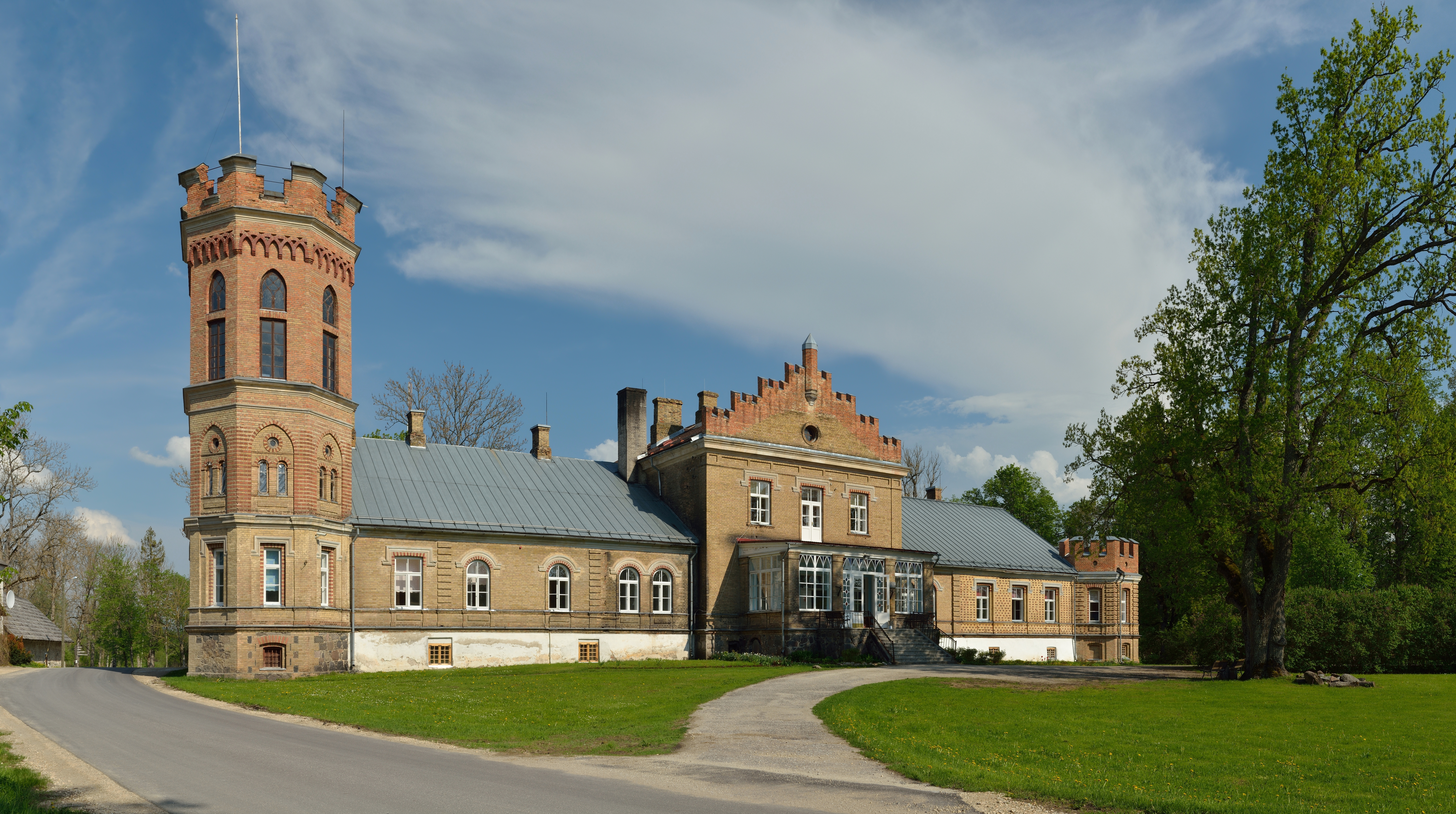

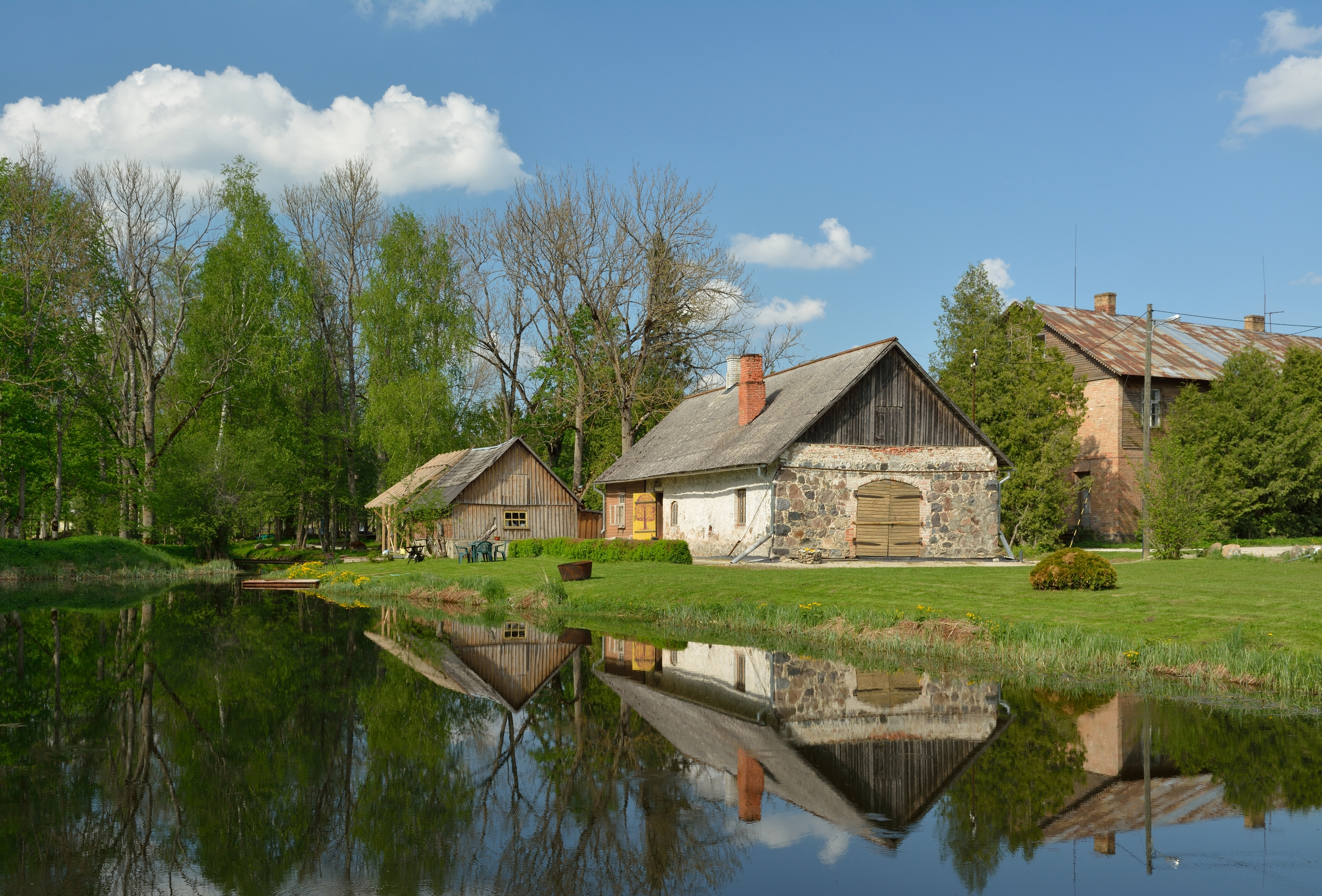

Миза Лустівере (ест. Lustivere mõis, нім. Lustifer), яка вперше згадується 1552 року., була подарована у 1725 році російською імператрицею Єкатериною І Сигизмунду Адаму фон Вольфу, який спорудив дерев'яний панський будинок в стилі бароко.
З 1818 року миза належала дворянській родині фон Самсон-Гіммельстьєрнам, від яких вона у 1856 році перейшла у володіння фон Валів. При фон Валях в маєтку було зведено новий представницький панський будинок в неоготичному стилі за проєктом архітектора Рейнгода Гулеке. До будинку, зведеного 1881 року, у 1891 році було прибудовано восьмикутну башту, завдяки чому миза стала однією з найвражаючих неоготичних миз в Естонії. Багато які художні деталі інтер'єру було взято зі старого будинку.
В будинку, експроприйованому у фон Валів, спочатку діяв пансіонат, а з 1929 року — санаторій, зараз в ньому розташований будинок престарілих.